# Zellenberg
Zellenberg es una localidad y comuna francesa, situada en el departamento de Alto Rin, en la Región de Gran Este.

## Demografía
| Gráfica de evolución demográfica de Zellenberg entre 2005 y 2018 |
|                                                                  |

Fuentes: INSEE.